# Connie Imboden
Connie Imboden (El Paso, 1953 –) amerikai fotóművész.

## Élete
El Pasóban született (Texas, Amerikai Egyesült Államok), gyermekkorát Baltimore külvárosában, Ruxtonban (Maryland) töltötte. Apja pszichiáterként dolgozott a Johns Hopkins Kórházban. Középiskolai tanulmányai alatt  anyja bátorítására beiratkozott egy nyári fotótanfolyamra.
- 1971-1973: a baltimore-i képzőművészeti főiskola, a Maryland Institute College of Art hallgatója.
- 1977-1978: a Towson Állami Egyetemen folytatta tanulmányait festőművészet és művészettörténet szakon.
- 1986-1988: a Delaware Egyetemen tanult, többek között Minor White irányításával.

Jelenleg Baltimore-ban él és a Maryland Institute College of Art-ban tanít fényképészetet.

## Művészete
Minor White-on kívül nagy hatást gyakoroltak rá Diane Arbus, Ruth Bernhard, Joel-Peter Witkin fényképei, továbbá Francis Bacon, Edward Munch és Francisco Goya festményei.
Az 1980-as években kezdett el a vízben fényképezni, bár nem esztétikai vagy technikai megfontolásból, hanem gyermekkora óta fennálló vízfóbiája legyőzésének érdekében. Imboden saját bevallása szerint, mindig is félt a víztől, abnormális irtózását még jobban fokozta gyermekkorában gyakran visszatérő rémálma, amely során egy mindent elborító hatalmas sötét víztömegben megfulladt. 
Ez a régi rémálom hirtelen visszatért 1986-ban, amikor az emberi testek vízben való visszatükröződését kezdte fényképezni, majd teljesen eltűnt és azóta se tért vissza. Fóbiája legyőzésének érdekében fokozatosan szoktatta magát a vízhez, először csak vízzel teli fürdőkádak és pocsolyák szolgáltak víztükörként képeihez; majd beszerzett egy gyerekmedencét, amely feketére festett aljának köszönhetően tökéletes tükörként verte vissza a benne lebegő testeket. De mivel a gyerekmedence nem volt elég mély a víz alatti fényképezéshez, végül fekete kőből építtetett magának egy úszómedencét.
A medencében való éjszakai fotózás során három felfedezésre váró szintet különített el egymástól: a víz felszíne feletti és alatti, továbbá a vízfelszíni visszatükröződéseket.
A kezdeti korszakában, ami 1986-tól 1998-ig tartott, főként női testeket fényképezett, azoknak a vízben való visszatükröződését, eltorzulását.
Az 1990-es évek vége óta stílusa radikális változáson megy át: képei új (néha felkavaró) tartalmi elemekkel, mély érzelmi jelentéssel töltődnek fel; ezt a periódusát Connie Imboden a „lélek sötét éjszakájának“ nevezi. Nyáron a medencében lebegő testeket fényképezi, télen pedig a stúdiójában felállított tükrökkel kísérletezik. Egyre inkább beleavatkozik a visszatükröződések milyenségbe is. Például olajat ken a tükör felszínére, széttört vagy töredezett tükröt használ a fényképezéshez, s így még drasztikusabban eltorzítja modelljei testét, minek következtében egyes képsorozatai már az absztrakció felé hajlanak.
Connie Imboden fényképeit több országban is kiállították már: Costa Ricán, Angliában, Finnországban, Franciaországban, Németországban, Olaszországban, Puerto Ricóban, Spanyolországban, Venezuelában és az Egyesült Államokban.
Első fotóalbuma, az Out of Darkness, 1993-ban elnyerte a svájci Ezüst Medált, amelyet a világ legszebb könyveinek ítélnek oda.

## Fotóalbumok
- Out of Darkness, FotoFolio, Párizs, 1992
- Intr A) Uter (us), Gomez Gallery, Baltimore, 1998 (katalógus)
- Beauty of Darkness,  Customs & Limited Editions, 1999
- The Raw Seduction of Flesh, Silver Arts, London, 1999
- Piercing Illusions, Foto Book Press, New York, 2001
- Imboden Photographs, 2003 (katalógus)